# Pyrrosia flocculosa
Pyrrosia flocculosa är en stensöteväxtart som först beskrevs av David Don, och fick sitt nu gällande namn av Ren-Chang Ching. Pyrrosia flocculosa ingår i släktet Pyrrosia och familjen Polypodiaceae. Inga underarter finns listade.